# 徐渭 (武進士)
徐渭，山東省萊州府膠州人，清朝政治人物、军事将领。
乾隆十五年（1750年）庚午科武舉人。十九年（1754年），登武進士一甲第二名榜眼，授侍衛處二等侍衛。官至湖南長沙營副將。